# Éclipse solaire du 9 avril 2043
Une éclipse solaire totale aura lieu le 9 avril 2043.

## Parcours

Carte animée de l'éclipse.

Cette éclipse totale ne sera pas centrale, ce sera la seule éclipse solaire totale du XXIe siècle dans ce cas, la zone d'ombre touchera continuellement le terminateur terrestre où il y aura le lever du soleil local.

Cette éclipse ne concernera que la Sibérie orientale (essentiellement le kraï du Kamtchatka et l'oblast de Magadan) dans l'est de la Russie.